# サイゾンビー
サイゾンビー（Sysonby、1902年 - 1906年）は、20世紀初頭にアメリカ合衆国で活躍した競走馬である。おもな勝ち鞍はメトロポリタンハンデキャップ、ローレンスリアライゼーションステークスなど。馬名は書籍によって「サイゾンビー」、「サイソンビー」、「シスオンバイ」、「シゾンビー」などとも表記される。20世紀のアメリカ名馬100選第30位。

## 競走成績
- 1904年（6戦5勝）
  - サラトガスペシャルステークス、ジュニアチャンピオンステークス、フラッシュステークス、ブライトンジュニアステークス、3着 - フューチュリティステークス
- 1905年（9戦9勝）
  - メトロポリタンハンデキャップ、アニュアルチャンピオンステークス、グレートレパブリックステークス、ローレンスリアライゼーションステークス、タイダルハンデキャップ、センチュリーステークス、ブライトンダービー (12f) 、イロクオイスステークス、コモンウエルスハンデキャップ

## 主なエピソード
- サイゾンビーはイギリスからの持ち込み馬。最初ジェームズ・R・キーンは期待していなかったが、息子フォックスホール・キーンの説得に折れ売却しなかった。馬名は、その息子と共用していた狩猟小屋に因んでいる。
- 1906年、敗血症によりやむなく安楽死の処置がとられた。埋葬時には4000人のファンが訪れたという。骨格は後に掘り出され、アメリカ自然史博物館に展示されている。

## 血統表
| サイゾンビーの血統（ストックウェル系（エクリプス系） / Stockwell 父内4x5=9.38%、 Vedette 母内4x5=9.38%） | サイゾンビーの血統（ストックウェル系（エクリプス系） / Stockwell 父内4x5=9.38%、 Vedette 母内4x5=9.38%） | サイゾンビーの血統（ストックウェル系（エクリプス系） / Stockwell 父内4x5=9.38%、 Vedette 母内4x5=9.38%） | （血統表の出典）  | （血統表の出典）  |
| 父 Melton 1882 鹿毛 イギリス                                                                             | 父の父Master Kildare 1875 栗毛 イギリス                                                                  | Lord Ronald                                                                                              | Stockwell         | Stockwell         |
| 父 Melton 1882 鹿毛 イギリス                                                                             | 父の父Master Kildare 1875 栗毛 イギリス                                                                  | Lord Ronald                                                                                              | Edith             |                   |
| 父 Melton 1882 鹿毛 イギリス                                                                             | 父の父Master Kildare 1875 栗毛 イギリス                                                                  | Silk | Plum Pudding      | Plum Pudding      |
| 父 Melton 1882 鹿毛 イギリス                                                                             | 父の父Master Kildare 1875 栗毛 イギリス                                                                  | Silk | Judy Go           |                   |
| 父 Melton 1882 鹿毛 イギリス                                                                             | 父の母Violet Melrose 1875 鹿毛 イギリス                                                                  | Scottish Chief                                                                                           | Lord of the Isles | Lord of the Isles |
| 父 Melton 1882 鹿毛 イギリス                                                                             | 父の母Violet Melrose 1875 鹿毛 イギリス                                                                  | Scottish Chief                                                                                           | Miss Ann          |                   |
| 父 Melton 1882 鹿毛 イギリス                                                                             | 父の母Violet Melrose 1875 鹿毛 イギリス                                                                  | Violet                                                                                                   | Thormanby         | Thormanby         |
| 父 Melton 1882 鹿毛 イギリス                                                                             | 父の母Violet Melrose 1875 鹿毛 イギリス                                                                  | Violet                                                                                                   | Woodbine          |                   |
| 母 Optime 1896 鹿毛 イギリス                                                                             | 母の父Orme 1889 鹿毛 イギリス                                                                            | Ormonde                                                                                                  | Bend Or           | Bend Or           |
| 母 Optime 1896 鹿毛 イギリス                                                                             | 母の父Orme 1889 鹿毛 イギリス                                                                            | Ormonde                                                                                                  | Lily Agnes        |                   |
| 母 Optime 1896 鹿毛 イギリス                                                                             | 母の父Orme 1889 鹿毛 イギリス                                                                            | Angelica                                                                                                 | Galopin           | Galopin           |
| 母 Optime 1896 鹿毛 イギリス                                                                             | 母の父Orme 1889 鹿毛 イギリス                                                                            | Angelica                                                                                                 | St. Angela        |                   |
| 母 Optime 1896 鹿毛 イギリス                                                                             | 母の母Speculum Mare 1882 イギリス                                                                        | Speculum                                                                                                 | Vedette           | Vedette           |
| 母 Optime 1896 鹿毛 イギリス                                                                             | 母の母Speculum Mare 1882 イギリス                                                                        | Speculum                                                                                                 | Doralice          |                   |
| 母 Optime 1896 鹿毛 イギリス                                                                             | 母の母Speculum Mare 1882 イギリス                                                                        | Nydia | Orest             | Orest             |
| 母 Optime 1896 鹿毛 イギリス                                                                             | 母の母Speculum Mare 1882 イギリス                                                                        | Nydia | Adelaide F-No.9-h |                   |